# Allopygaea inexpectata
Allopygaea inexpectata är en tvåvingeart som beskrevs av Tsacas 2000. Allopygaea inexpectata ingår i släktet Allopygaea och familjen daggflugor.
Artens utbredningsområde är Elfenbenskusten. Inga underarter finns listade i Catalogue of Life.